# Oemodana quadrinotata
Oemodana quadrinotata là một loài bọ cánh cứng trong họ Cerambycidae.